# إيمان بنت عبد الله الثاني
إيمان بنت عبد الله الثاني بن الحسين (من مواليد مدينة عمان، 27 سبتمبر 1996)؛ أميرة أردنية. ابنة الملك عبد الله الثاني ملك الأردن من زوجته الملكة رانيا.

## حياتها
ولدت الأميرة إيمان في عمان في 27 سبتمبر 1996 في مدينة الحسين الطبية، وكانت الطفلة الثانية للأمير عبد الله والأميرة رانيا (الملك عبد الله والملكة رانيا لاحقا). لديها شقيق أكبر وهو ولي عهد المملكة الأردنية الهاشمية الأمير الحسين، وشقيقان أصغر منها هما الأميرة سلمى والأمير هاشم.
أنهت دراستها الثانوية في مدرسة أكاديمية عمان الدولية مع إبنة عمتها منى جمعة (إبنة الأميرة عائشة) في 4 يونيو 2014، وحصلت عند تخرجها على جائزة في علوم الرياضة وجائزة في مبحث العلاقات الدولية، وكانت من المتفوقين في دفعتها، وقد رعى الملك عبد الله الثاني والملكة رانيا حفل التخرج وحضر الحفل ولي العهد الأمير الحسين بن عبد الله الثاني والأمراء والأميرات منى الحسين فيصل بن الحسين وعائشة بنت الحسين والتي كانت تحضر كذلك تخرج ابنتها منى جمعة وسلمى بنت عبد الله الثاني وهاشم بن عبد الله الثاني والأميرة ريم علي.
ألقت الملكة رانيا خلال حفل التخرج كلمة قالت فيها: «نفاخر بكم الدنيا فأنتم نتاج سنوات من الحب والرعاية والإيثار والتضحية أهلكم فعلوا كل ما في وسعهم لكي تكونوا الأفضل ولكي تكونوا سالمين ومرتاحين وسعداء شاركوني في شكرهم».
التحقت الأميرة إيمان بجامعة جورج تاون في مدينة واشنطن لإكمال دراستها الجامعية، وهي نفس الجامعة التي درس فيها شقيقها الأكبر ولي العهد الأمير الحسين بن عبد الله الثاني.

## النشاطات
عندما كانت لا تزال في الثانية عشرة من عمرها قدَّمت الأميرة إيمان حفلاً للياقة البدنية أقيم في مدينة الحسين الرياضية بمشاركة 12 ألف طالب من 148 مدرسة، وذلك ضمن مبادرة ملكية لتشجيع الشباب على تطوير قدراتهم الرياضية.
شاركت الأميرة إيمان في مجموعة من المناسبات الملكية، كان أبرزها حضورها حفل زفاف ولي عهد السويد الأميرة فيكتوريا في 19 يونيو 2010، حيث رافقت الأميرة إيمان والديها إلى الحفل. كما رافقت والديها في زيارات دبلوماسية وحضرت مجموعة من الفعاليات والمؤتمرات الخيرية في مجموعة من البلاد، كان أبرزها المملكة المتحدة وفرنسا وإيطاليا والصين واليابان. كما شاركت عائلتها حضور حفل عيد استقلال المملكة الأردنية الهاشمية الخامس والستين، وفي العام 2013 شاركت في افتتاح الدورة العادية الأولى لمجلس الأمة السابع عشر.

## منشآت تحمل اسمها
أُنشأت في الأردن بعض المراكز الخدمية والبحثية التي تحمل اسم الأميرة إيمان، منها:
- «مركز الأميرة إيمان للأبحاث والعلوم المخبرية»، ويعود تاريخ إنشاء المختبرات الطبية في الأردن إلى أربعينيات القرن العشرين، وذلك مع بداية إنشاء الخدمات الطبية في الأردن، ودعت الحاجة إلى تحديث المختبرات بإنشاء مركز حديث ومختص للمختبرات الطبية يلائم حجم التغير الكبير في أنماط الرعاية الصحية وتطور اختصاصاتها وتقنياتها ويتناسب مع دور الخدمات الطبية الملكية محليًا ودوليًا حيث صدر أمر بإنشاء المركز في تاريخ 27 يوليو 2000.
- «مركز الأميرة إيمان بنت عبد الله الثاني لتكنولوجيا المعلومات»، وهو أول المراكز المتخصصة في تكنولوجيا المعلومات التي أوصى بها الملك عبد الله الثاني والذي افتتحه شخصيًا في 2001، جرى إنشاءه في مبنى مكتبة اليرموك العامة وتبلغ مساحته 500 م².
- مستشفى الاميرة ايمان بنت عبدالله الثاني الحكومي في منطقة معدي ديرعلا، وهو أول مستشفى حكومي في منطقة الغور الاوسط ويقدم خدمات طبية للمواطنين ويحتوي على عدة اقسام وعيادات منها عيون واطفال وعظام واذن وحنجرة وقسم للولادة.[6]

## حياتها الخاصة

### زواجها
في 5 يوليو 2022، أعلن الديوان الملكي الهاشمي عن خطوبة للأميرة إيمان على السيد جميل ألكساندر ترميوتس، وهو رجل أعمال فنزويلي من أصول يونانية، من مواليد كاراكاس عام 1994، حاصل على شهادة البكالوريوس في إدارة الأعمال من جامعة فلوريدا، الولايات المتحدة عام 2016.
في 12 مارس 2023 عقد قران وزفاف الأميرة إيمان على جميل ألكساندر ترميوتس. حضر حفل الزفاف إلى جانب الملك عبد الله الثاني والملكة رانيا شقيقا الأميرة إيمان (الأمير الحسين والأمير هاشم) اللذان شهدا على عقد القران، بالإضافة إلى شقيقتها الأميرة سلمى ورجوة آل سيف زوجة الأمير الحسين ولي العهد وعدد من الأمراء والأميرات من العائلة الهاشمية.
كما حضر الحفل كل من: نجل ولي عهد البحرين الشيخ عيسى بن سلمان بن حمد آل خليفة، والشيخ سلمان بن أحمد آل خليفة رئيس ديوان ولي عهد البحرين، والشيخ خالد بن محمد آل نهيان نجل رئيس دولة الإمارات العربية المتحدة بالإضافة إلى عقيلة الرئيس المصري انتصار السيسي وابنته آية وعددٌ من سيدات الأسرة الحاكمة في الكويت (الشيخة أمثال الأحمد الصباح، والشيخة عالية الجابر الصباح).

### عائلتها
في 16 فبراير 2025 ميلاديًا وُلدت الابنة الاولى للأميرة إيمان وزوجها جميل ألكساندر ترميوتس، وقد تم تسميتها بأمينة.